# لشکر دویست و بیست و یکم امنیت (ورماخت)
لشکر دویست و بیست و یکم امنیت (به آلمانی: 221st Security Division) یکی از لشکرهای امنیت پشت خط مقدم نیروی زمینی آلمان در دوره رایش سوم بود که در جبهه شرقی جنگ جهانی دوم به عملیات پرداخت.

## تشکیل و سازمان
لشکر دویست و بیست و یکم امنیت در بهار سال ۱۹۴۱ با ترکیبی از نیروهای ذخیره از پیش فعال‌شده و نیروهای اخیر جذب‌شده دفاع منطقه‌ای به فرماندهی ژنرال یوهان پفلوگبایل تشکیل گردید. تنها افسر تمام‌وقت دیگر ستاد لشکر سروان کارل هاوپت، افسر عملیات (Ia) آن بود. سه بخش دیگر پراهمیت لشکر توسط افسران ذخیره فرماندهی می‌شدند. هدایت بخش تدارکات (Ib) توسط سرگرد کورت گراف، بخش اطلاعات (Ic) توسط ستوان دوم هلموت بک و بخش اداری توسط هانس ویدر صورت می‌گرفت.
نیروهای متحرک رزمی لشکر شامل هنگ ۳۵۰ پیاده‌نظام به فرماندهی سرهنگ هلموت کوخ می‌شد. نفرات این هنگ نیروهای ذخیره گروه سه با سن بالای سی سال بودند. این یگان نسبت به هنگ‌های دائمی پیاده‌نظام ادوات مکانیزه بسیار کمتری در اختیار داشت و نیروهای آن به جای دوره آموزشی دو ساله ورماخت در دوره صلح، تنها سه ماه آموزش دیده بودند. تعدادی از این افراد تجربه نبردهای پیشین را داشتند. نیروهای هنگ ۴۵ پیاده‌نظام لشکر مسن‌تر، با آموزشی کمتر و تسلیحاتی ضعیف‌تر بودند.

## تاریخچه عملیاتی
لشکر دویست و بیست و یکم امنیت در جریان عملیات بارباروسا، تهاجم آلمان به شوروی، به همراه دو لشکر امنیت دیگر در مناطق پشت خط مقدم گروه ارتش مرکز به‌کارگرفته شد. تا پایان ماه ژوئیه سال ۱۹۴۱ ناحیه تحت پوشش این لشکر در شرق لهستان و غرب و شرق بلاروس به ۳۵ هزار کیلومتر مربع رسید. این نواحی با پوشش عمدتاً روستایی از منظر جغرافیایی مخصوصاً جنگل‌های وسیع مستعد فعالیت‌های پارتیزانی بودند. پراکندگی جمعیت در این ناحیه به اندازه‌ای زیاد بود که اداره آن را بسیار دشوار می‌ساخت. به هر صورت با توجه به این که جمعیت محلی در ابتدا نیروهای آلمانی را «رهایی‌بخش» از حاکمیت سرکوب‌گر شوروی می‌دیدند، کار اداره این نواحی تا حدودی ساده‌تر می‌شد. همین همدلی مردم با آلمانی‌ها سبب می‌شد شوروی در این زمان نتواند جنبش مقاومت مؤثری در این مناطق ایجاد کند. نخستین وظایف لشکر دویست و بیست و یکم امنیت امن کردن دو بزرگ‌راه اصلی در منطقه و پاکسازی نواحی بین شهر بیاویستوک و جنگل بیاوویسکا بود. آغاز ماه سپتامبر ستوان بِک، افسر اطلاعات لشکر اعلام کرد این لکشر «هر چه در توانش بوده برای پاکسازی حوزه خود به انجام رسانده‌است.» و شرایط برای «از میان بردن کامل عناصر خائن، خرابکار و غوغایی» مخصوصاً «یهودیان» مهیاست. یکی عمده‌ترین فعالیت‌های لشکر گردآوری جمعیت یهودی در نقاط مشخص و جدا از سایر مردم بود. گفته می‌شود نیروهای لشکر رفتار بسیار سخت‌گیرانه و گاهی مرگباری با یهودیان و عوامل بلشویک داشته‌اند.